# Healdsburg
Healdsburg, fundada en 1867, es una ciudad ubicada en el condado de Sonoma en el estado estadounidense de California. En el año 2000 tenía una población de 10.722 habitantes y una densidad poblacional de 1.099,6 personas por km².

## Geografía
Healdsburg se encuentra ubicada en las coordenadas 38°36′N 122°52′O / 38.600, -122.867. Según la Oficina del Censo, la ciudad tiene un área total de 9,8 km² (3,8 mi²), de la cual 9,7 km² (3,7 mi²) es tierra y 0,1 km² (0 mi²) (0.5%) es agua.

## Demografía
Según la Oficina del Censo en 2000 los ingresos medios por hogar en la localidad eran de $48,995, y los ingresos medios por familia eran $55,386. Los hombres tenían unos ingresos medios de $38,977 frente a los $32,015 para las mujeres. La renta per cápita para la localidad era de $22,245. Alrededor del 6.6% de la población estaban por debajo del umbral de pobreza.